# La ruta natural
La ruta natural és un curtmetratge espanyol del 2004 dirigida per Àlex Pastor Vallejo. És la seva opera prima. Fou nominada al Goya al millor curtmetratge de ficció.

## Argument
Divad té un estrany accident a la banyera. Quan es desperta no és capaç de recordar res, ni tan sols el seu propi nom, ni la seva casa ni la seva esposa Arual, tot li és desconegut. Alhora, encara que no és capaç de dir el perquè, hi ha quelcom inquietant i fora del normal al lloc que l'envolta.

## Repartiment
- Pere Ventura... 	Divad
- Albert López-Murtra... 	Divad jove
- Albert Capdevila ... 	Divad nen
- Carlota Ribes ... Divad nadó
- Lucas Zamora 	... Divad nadó
- Silvia Serván ... Arual
- Begoña Guillén ... 	Arual jove
- Alada Vila 	... Arual nena

## Premis
- Premi al millor curtmetratge als IV Premis Barcelona de Cinema[3]
- Premi al millor curtmetratge del Festival de Sundance[4]